# Fogatge de 1378
El fogatge de 1378 fou un cens (fogatge) realitzat l'any 1378 al Principat de Catalunya.
El 1378, les Corts de Barcelona de 1377 concedeixen un donatiu per finançar la guerra contra el duc Lluís I de Provença. En aquest fogatge es compatibilitzen només les cases habitades quedant-ne exclosos els musulmans, els jueus, els mendicants i aquells que tenen exempcions per privilegi o costum. El recompte es feu per bisbats i diferenciant els focs per les jurisdiccions a les quals pertanyien: reial, eclesiàstica i militar.
Se'n conserva una còpia manuscrita on hi ha anotacions posteriors a les de la data del recompte. Aquestes anotacions daten de més enllà de 1408. Les xifres i dades d'aquest fogatge, juntament amb les del de fogatge de 1360, són la base de la major part dels càlculs i estimacions fets sobre la població de la Catalunya baixmedieval.